# Resa till nattens ände
Resa till nattens ände (originaltitel: Voyage au bout de la nuit) är en roman från 1932 av den franske författaren Louis-Ferdinand Céline. Den är en svartsynt pikareskroman, berättad på ett provokativt och nyskapande sätt. 1999 framröstades som den nummer sex på Le Mondes lista med 1900-talets 100 böcker.

## Handling och stil
Handlingen följer den svartsynte Ferdinand Bardamu. Tid och plats är första världskriget, det koloniala Afrika, som fabriksarbetare i Detroit och som läkare i en fattig Parisförort.
Verkligheten skildras via berättarens – Bardamus – aggressivt subjektiva och nyckfulla språk. Det är inte heller själva handlingarna som står i centrum, utan mer själva berättandet. Det litterära språket var för sin tid revolutionärt, våldsamt och med en vulgär prägel. Resultatet blir att fokus läggs på jaget och det inre medvetetandet, och dess gestaltande av den absurda och omvälvande värld som huvudpersonen befinner sig i.
Boken är fritt självbiografisk och hämtade inspiration från Célines eget liv. Även han var läkare och uppvuxen i en fattig förort till Paris.

## Mottagande och översättningar
Romanen var Louis-Ferdinand Célines skönlitterära debut. Den gjorde sensation med i sin karaktär som en svartsynt pikareskroman, skriven i stark motsats till den tidens litterära normer. För Céline uttryckte boken hans avsky för samtidens litterära etablissemang. Det har ansetts att det var årets skandal att boken inte fick Goncourtpriset; den tilldelades dock Prix Renaudot.
Resa till nattens ände har fortsatt att fascinera, och 1999 listades den som nummer sex i Le Mondes läsaromröstning av 1900-talets 100 böcker. 1988 utkom en version flitigt illustrerad av serieskaparen Jacques Tardi, som vid denna tid blivit känd för sina svartsynta beskrivningar av bland annat första världskriget och tidigt 1900-tal. Tardi hade då även tecknat omslagen till en mängd franska pocketutgåvor av Célines böcker.
Boken gavs ut på svenska 1971 och i översättning av C.G. Bjurström. År 2013 gavs en nyöversättning av Kristoffer Leandoer ut. Totalt har boken översatts till ett trettiotal språk. 